# Masahiro Momitani
Masahiro Momitani (født 2. juni 1981) er en tidligere japansk fodboldspiller.
Han har spillet for flere forskellige klubber i sin karriere, herunder Cerezo Osaka og Thespa Kusatsu.